# Nado sincronizado no Campeonato Mundial de Esportes Aquáticos de 2015 - Combinação rotina livre
A combinação rotina livre do nado sincronizado no Campeonato Mundial de Esportes Aquáticos de 2015 foi realizada entre os dias  26 de julho e 1 de agosto em Cazã na Rússia. 

## Calendário
| Fase          | Data        |
| ------------- | ----------- |
| Eliminatórias | 26 de julho |
| Final         | 1 de agosto |

## Medalhistas
| Ouro | Prata | Bronze |
| Rússia · Vlada Chigireva · Mikhaela Kalancha · Svetlana Kolesnichenko · Liliia Nizamova · Alexandra Patskevich · Elena Prokofyeva · Alla Shishkina · Maria Shurochkina · Angelika Timanina · Gelena Topilina · Svetlana Romashina (reserva) · Darina Valitova (reserva) | China · Gu Xiao · Guo Li · Li Xiaolu · Liang Xinping · Sun Wenyan · Sun Yijing · Tang Mengni · Xiao Yanning · Yin Chengxin · Zeng Zhen · Huang Xuechen (reserva) · Li Mo (reserva) | Japão · Aika Hakoyama · Aiko Hayashi · Yukiko Inui · Kei Marumo · Risako Mitsui · Kanami Nakamaki · Mai Nakamura · Kano Omata · Asuka Tasaki · Kurumi Yoshida |

## Resultados
| Pos.              | Nacionalidade   | Eliminatória | Eliminatória | Final   | Final |
| Pos.              | Nacionalidade   | Pontos       | Pos.         | Pontos  | Pos.  |
| ----------------- | --------------- | ------------ | ------------ | ------- | ----- |
| Medalha de ouro   | Rússia          | 96.4000      | 1            | 98.3000 | 1     |
| Medalha de prata  | China           | 94.9333      | 2            | 96.2000 | 2     |
| Medalha de bronze | Japão           | 92.6000      | 3            | 93.8000 | 3     |
| 4                 | Ucrânia         | 92.4000      | 4            | 93.4000 | 4     |
| 5                 | Espanha         | 91.9000      | 5            | 92.3667 | 5     |
| 6                 | Canadá          | 89.4000      | 6            | 90.3667 | 6     |
| 7                 | Itália          | 88.9000      | 7            | 89.7333 | 7     |
| 8                 | Grécia          | 86.6333      | 8            | 86.6667 | 8     |
| 9                 | México          | 85.3333      | 9            | 86.5667 | 9     |
| 10                | Brasil          | 84.1000      | 10           | 84.8000 | 10    |
| 11                | Coreia do Norte | 81.7667      | 12           | 82.6000 | 11    |
| 12                | Bielorrússia    | 81.8333      | 11           | 82.3000 | 12    |
| 13                | Suíça           | 81.6000      | 13           |         |       |
| 14                | Cazaquistão     | 80.1000      | 14           |         |       |
| 15                | Venezuela       | 75.1000      | 15           |         |       |
| 16                | Macau           | 71.1667      | 16           |         |       |